# Максарёв, Юрий Евгеньевич
Ю́рий Евге́ньевич Максарёв (10 августа 1903, Порт-Артур, Наместничество Дальнего Востока — 11 ноября 1982, Москва) — советский государственный деятель, организатор промышленности. Герой Социалистического Труда.

## Биография
Родился 28 июля (10 августа) 1903 года в Порт-Артуре (ныне — Люйшунь, Китай) в семье военнослужащего.
В 1930 году окончил Ленинградский технологический институт по специальности инженер-технолог.
- 1917—1919 — монтёр артели «Электропомощь» в Петрограде.
- 1919—1920 — кладовщик Петроградского фотоинститута.
- 1920—1921 — телефонист управления передвижных войск Петро-Варшавской 7-й армии в Петрограде.
- 1921—1922 — студент Петроградского политехнического института.
- 1922—1923 — кочегар транспортного судна «Транбалт» Балтийского пароходства.
- 1923—1930 — студент ленинградского технологического института.
- 1926—1927 — техник завода «Большевик» в Ленинграде.
- 1927—1929 — техник «Гипромез» в Ленинграде.
- 1929—1938 — мастер смены, механик цеха, заместитель начальника цеха, начальник цеха, начальник отдела Кировского завода в Ленинграде.
- 1938—1941 — директор танкового завода № 183 в Харькове. На этом посту внес значительный вклад в начало массового выпуска легендарного танка Т-34.
- 1941—1942 — директор танкового завода имени Коминтерна в Нижнем Тагиле. В феврале 1942 года по распоряжению И. В. Сталина Максарев был снят с должности за невыполнение плана выпуска танков, его намеревались отдать под суд. Директора спас заместитель народного комиссара танковой промышленности И. М. Зальцман, лично разбиравшийся с ситуацией на заводе.
- 1942 — главный инженер эвакуированного в Челябинск Кировского завода, затем главный инженер завода № 183 в Нижнем Тагиле.
- 1942—1946 — директор Уральского танкового завода № 183 имени И. В. Сталина в Нижнем Тагиле. Под его руководством было организовано поточное производство танков, широко внедрялись новые сварочные технологии академика Е. О. Патона, также работавшего тогда в Нижнем Тагиле. В годы войны предприятие выпустило около 35 тысяч танков Т-34.
- 1946—1949 — заместитель министра транспортного машиностроения СССР и одновременно начальник Главного управления танкового производства министерства.
- 1949—1950 — заместитель председателя Бюро по машиностроению и судостроению при СМ СССР.
- 1950—1953 — министр транспортного машиностроения СССР.
- 1953—1954 — заместитель министра транспортного и тяжелого машиностроения СССР.
- 1954—1955 — заместитель председателя Бюро по машиностроению при СМ СССР.
- 1955—1957 — первый заместитель министра судостроительной промышленности СССР.
- 1957—1959 — председатель Государственного научно-технического комитета СМ СССР. Упоминал о М. в том времени в своих мемуарах Михаил Агурский[3].
- 1959—1961 — первый заместитель председателя Государственного научно-технического комитета Совета Министров СССР.
- 1961—1973 — председатель Комитета по делам изобретений и открытий при СМ СССР.
- 1973—1978 — председатель Государственного комитета по изобретениям и открытиям. За эти годы была создана отраслевая нормативно-правовая база, переработано законодательство в области патентного и авторского права, СССР подписал и неукоснительно соблюдал все важнейшие международные конвенции и соглашения в сфере изобретений и открытий.

Кандидат в члены ЦК КПСС в 1952—1961 годах, депутат ВС СССР 2 созыва (1946—1950).
С августа 1978 года — персональный пенсионер союзного значения. Генерал-майор инженерно-танковой службы (1945).
Умер 11 ноября 1982 года. Похоронен в Москве на Новодевичьем кладбище (участок № 10).

## Награды и звания
- Герой Социалистического Труда (20 января 1943 года) — за выдающиеся заслуги в деле организации производства, конструирования и усовершенствования танков и умелое руководство заводами[4]
- семь орденов Ленина:

1. 19.09.1941
2. 5.06.1942
3. 20.01.1943 — к званию Герой Социалистического Труда
4. 5.08.1944
5. 8.12.1951
6. 4.01.1954
7. 22.01.1954 — в связи с 50-летием со дня рождения и отмечая заслуги в области машиностроения

- орден Октябрьской революции (25.08.1971)
- орден Суворова I степени (16.09.1945)
- орден Кутузова II степени (19.04.1945)
- два ордена Трудового Красного Знамени (8.08.1966, 9.08.1973)
- Сталинская премия первой степени (1946) — за коренное усовершенствование технологии и организацию высокопроизводительного поточного метода производства средних танков при значительной экономии материалов, рабочей силы и снижении себестоимости[5]
- в 1985 году именем Юрия Максарева был назван ролкер (тип Ро-30, «Скульптор Коненков») Черноморского морского пароходства.
- Именем Максарёва в 1983 г. названа одна из улиц в Дзержинском районе Нижнего Тагила.